# هفتمین دوره جشنواره بین‌المللی فیلم فجر
هفتمین دورهٔ جشنواره فیلم فجر در بهمن ۱۳۶۷ در تهران برگزار شد.

## برگزیدگان

### فیلم‌های بلند[۱]
| بهترین فیلم | بهترین کارگردانی |
| --- | --- |
| - در مسیر تندباد – هارون یشایائی - دیده‌بان – بنیاد سینمایی فارابی - گراند سینما – علی‌اکبر عرفانی و حسن هدایت - نار و نی – سعید ابراهیمی‌فر و حسین ایری - بایسیکل‌ران – بنیاد مستضعفان و جانبازان      | - محسن مخملباف – بایسیکل‌ران - مسعود جعفری جوزانی – در مسیر تندباد - محسن مخملباف – عروسی خوبان - منوچهر عسگری نسب – هی جو - ابراهیم حاتمی کیا – دیده‌بان - سعید ابراهیمی‌فر – نار و نی |
| بهترین بازیگر نقش اول مرد | بهترین بازیگر نقش اول زن |
| - عزت‌الله انتظامی – گراند سینما - مهرداد سلیمانی – دیده‌بان - علی نصیریان – سال‌های خاکستر - هادی اسلامی – سرب - جهانگیر الماسی – نار و نی                                                            | - رؤیا نونهالی – عروسی خوبان - فریماه فرجامی – سرب (دیپلم افتخار) - گلاب آدینه – زرد قناری - پروانه معصومی – سال‌های خاکستری                                                          |
| بهترین بازیگر نقش دوم مرد | بهترین بازیگر نقش دوم زن |
| - محمود جعفری – زرد قناری، شاخه‌های بید - حسین پناهی – در مسیر تندباد - فتحعلی اویسی – سرب - اسماعیل سلطانیان – بایسیکل‌ران                                                                           | - فاطمه معتمدآریا – برهوت - حمیده خیرآبادی – هی جو - فرزانه کابلی – در مسیر تندباد - مهشید افشارزاده – بایسیکل‌ران                                                                    |
| بهترین فیلمنامه | بهترین سازندهٔ موسیقی متن |
| - بایسیکل‌ران – محسن مخملباف - شاخه‌های بید – امرالله احمدجو (دیپلم افتخار) - در مسیر تندباد – مسعود جعفری جوزانی - دیده‌بان – ابراهیم حاتمی‌کیا - گراند سینما – حسن هدایت - نار و نی – سعید ابراهیمی‌فر | - بایسیکل‌ران – مجید انتظامی - تپش – کامبیز روشن‌روان - در مسیر تندباد – فریدون شهبازیان - نار و نی – فریبرز لاچینی                                                                    |
| بهترین صداگذاری | بهترین صدابرداری سر صحنه |
| - در مسیر تندباد – اسحاق خانزادی - افق – گشتاسب آریانا - چون باد – پرویز آبنار - دیده‌بان – محسن روشن                                                                                                | - نار و نی – بهروز معاونیان، اصغر شاهوردی |
| بهترین صحنه‌آرایی | بهترین فیلم‌برداری |
| - بایسیکل‌ران – محسن مخملباف - در مسیر تندباد – محسن شاه‌ابراهیمی - سرب – ایرج رامین‌فر - گراند سینما – حسن هدایت - نار و نی – کیهان مرتضوی                                                            | - سرب – محمود کلاری - در مسیر تندباد – تورج منصوری - نار و نی – همایون پایور - افق – همایون پایور - بایسیکل‌ران – علی‌رضا زرین‌دست                                                      |
| بهترین چهره‌پردازی | بهترین فیلم اول |
| - سرب – جلال معیریان - مصطفی کامیاب - مهرداد میرکیانی | - نار و نی – سعید ابراهیمی‌فر |
| بهترین تدوین | بهترین مجری جلوه‌های ویژه |
| - نار و نی – ژیلا ایپکچی - هی جو – داریوش آشوری - عروسی خوبان – محسن مخملباف - بایسیکل‌ران – محسن مخملباف                                                                                            | - انسان و اسلحه – محمدرضا شرف الدین، مهدی شعرای نجاتی - افق – رضا رستگار - در مسیر تندباد – نادر میرکیانی - دیده‌بان – اصغر پورهاجریان - عبور – اصغر پورهاجریان                       |
| پوستر | عکس سینمایی |
| برنده نداشت - سرزمین آرزوها – منوچهر عبدالله‌زاده - ترنج – مجید اخوان | - اپیزود تولد یک پیرزن در دستفروش – عزیز ساعتی - جاده‌های سرد – شاپور پورامین - مادیان – شاهرخ سخایی - تیغ و ابریشم – عزیز ساعتی - شاید وقتی دیگر                                     |
| عنوان‌بندی | آنونس |
| - جاده‌های سرد – مسعود دشتبان - آن سوی مه – منوچهر عسگری‌نسب - شهر موشها – علی طالبی و مرضیه برومند - سرزمین آرزوها - مجید قاری‌زاده - تحفه‌ها – ابراهیم وحیدزاده                                       | - تحفه‌ها – ابراهیم وحیدزاده |